# Maurice Despatures
Maurice-Bernard-Benoît-Joseph Despatures MEP (* 4. Juli 1873 in Gruson, Département Nord; † 26. August 1963 in Seysses, Département Haute-Garonne) war ein französischer Ordensgeistlicher und römisch-katholischer Bischof von Bangalore.

## Leben
Maurice Despatures trat der Pariser Mission bei, einer Gesellschaft apostolischen Lebens mit Sitz in Paris. Er empfing am 13. März 1897 durch den Apostolischen Vikar von Ostsiam, Jean-Louis Vey MEP die Diakonen- und am 27. Juni desselben Jahres durch den Weihbischof in Rouen, Félix Jourdan de la Passardière CO die Priesterweihe.
Am 21. Juni 1922 wurde Maurice Despatures zum Bischof von Mysore ernannt. Die Bischofsweihe spendete ihm am 28. Oktober desselben Jahres in der Kathedrale St. Francis Xavier in Bangalore der Apostolische Delegat in Ostindien, Erzbischof Pietro Pisani; Mitkonsekratoren waren der Bischof von Trichinopoly, Ange-Auguste Faisandier SJ, und der Bischof von Kumbakonam, Auguste Chapuis MEP.
Mit der Errichtung des Bistums Bangalore am 13. Februar 1940 wurde Maurice Despatures zum Bischof von Bangalore ernannt. Mit seiner Emeritierung am 6. September 1942 wurde er zum Titularbischof von Benda ernannt.